# Getting to the Point
«Getting to the Point» es una canción del grupo británico Electric Light Orchestra, publicada en el álbum de estudio Balance of Power (1986). La canción, compuesta por Jeff Lynne, fue también publicada como el tercer y último sencillo del álbum en junio de 1986, tras «Calling America» y «So Serious», y fue el último sencillo del grupo en quince años.
Debido a una huelga en el departamento de distribución de Epic Records en el momento de su publicación, «Getting to the Point» no obtuvo un impacto comercial en la lista de éxitos. Su posición más alta fue en el Reino Unido, donde llegó al puesto 95 de la lista UK Singles Chart. El sencillo fue publicado en formato 7", con «Secret Lives» como cara B, y en 12", con una segunda cara B titulada «ELO Megamix». La canción incluyó una mezcla de temas de los álbumes A New World Record, Out of the Blue, Discovery, Time y Balance of Power mezclada por Paul Dakeyne para DMC.

## Lista de canciones
Todas las canciones escritas y compuestas por Jeff Lynne. 
| 7"  |                        |          |  |
| N.º | Título                 | Duración |  |
| 1.  | «Getting to the Point» | 4:28     |  |
| 2.  | «Secret Lives»         | 3:26     |  |

| 12" | |          |  |
| N.º | Título | Duración |  |
| 1.  | «Getting to the Point» | 4:28     |  |
| 2.  | «ELO Megamix» ("Don't Bring Me Down"/"Sweet Talkin' Woman"/"Livin' Thing"/"Calling America"/"So Serious"/"Shine a Little Love"/"Twilight"/"Turn to Stone"/"Hold on Tight") | 9:57     |  |
| 3.  | «Secret Lives» | 3:26     |  |

## Posición en listas
| País        | Lista            | Posición |
| Reino Unido | UK Singles Chart | 97       |